# Municipio de Panola
El municipio de Panola (en inglés: Panola Township) es un municipio ubicado en el condado de Woodford en el estado estadounidense de Illinois. En el año 2010 tenía una población de 353 habitantes y una densidad poblacional de 3,74 personas por km².

## Geografía
El municipio de Panola se encuentra ubicado en las coordenadas 40°47′46″N 88°59′16″O / 40.79611, -88.98778. Según la Oficina del Censo de los Estados Unidos, el municipio tiene una superficie total de 94.47 km², de la cual 94,39 km² corresponden a tierra firme y (0,08 %) 0,08 km² es agua.

## Demografía
Según el censo de 2010, había 353 personas residiendo en el municipio de Panola. La densidad de población era de 3,74 hab./km². De los 353 habitantes, el municipio de Panola estaba compuesto por el 95,75 % blancos, el 2,83 % eran afroamericanos, el 0,28 % eran asiáticos y el 1,13 % eran de una mezcla de razas. Del total de la población el 0,57 % eran hispanos o latinos de cualquier raza.